# ای‌جی‌اس-۱۷
نارنجک‌انداز ای‌جی‌اس-۱۷ (به روسی: АГС-17) برای پرتاب مسلسل نارنجک‌های ۳۰ میلی‌متری در سال ۱۹۷۱ توسط کشور شوروی در کارخانه مولات  طراحی و ساخته شده است. این اسلحه خشاب قابل تعویض و لوله جدا شونده سامانه هیدرولیکی و دارای سه‌پایه تاشو است. سرعت اولیه گلوله پرتاب شده ۱۸۵ متر در ثانیه و حداکثر برد شلیک ۱۷۳۰ متر است و در کشور روسیه و چند کشور دیگر مورد استفاده قرار می‌گیرد.

## مشخصات
ساخت  اتحاد جماهیر شوروی
کالیبر ۳۰ میلیمتر
نوع مهمات vog ۱۷-vog17m
نرخ آتش ۵۰ تا ۱۰۰ تیر در دقیقه
وزن سلاح ۱۲-۱۸ کیلوگرم
گنجایش خشاب ۲۹عدد فشنگ

## کشورهای استفاده کننده
- افغانستان
- آنگولا
- چاد
- چین
- کوبا
- فنلاند
- گرجستان
- هند
- ایران
- عراق
- لیتوانی
- مونته‌نگرو
- موزامبیک
- نیکاراگوئه
- کره شمالی
- لهستان
- روسیه
- صربستان
- ویتنام
- ارمنستان